# Bombardamento di Tallinn

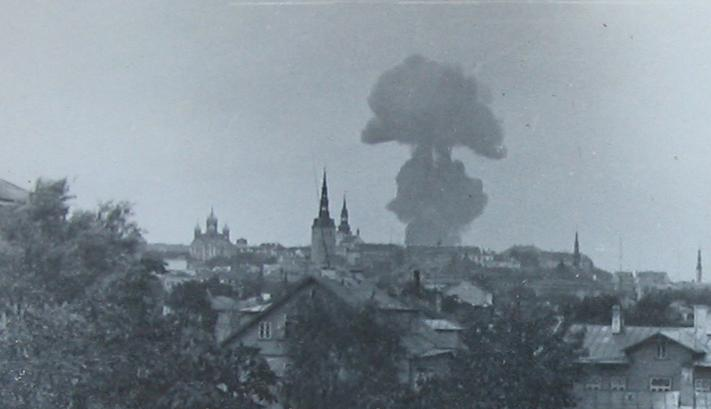
Bombardamenti su Tallinn durante la seconda guerra mondiale.

Il bombardamento di Tallinn si riferisce agli attacchi aerei subiti da Tallinn durante la seconda guerra mondiale, ad opera sia dalla Luftwaffe nazista che dall'aviazione dell'Armata Rossa.
Il primo raid avvenne durante l'estate del 1941 durante l'operazione Barbarossa, a cui seguirono altri nel 1942 e nel 1943. Il bombardamento più pesante fu ad opera dell'Armata Rossa, nel 9 marzo 1944, connesso con la battaglia di Narva: migliaia di bombe, sganciate dagli aerei sovietici, culminarono in un enorme e disastroso incendio della città, uccidendo 757 persone di cui 586 civili e 121 prigionieri di guerra, ferendone 659 e lasciando 20.000 senza tetto.

## Raid della Luftwaffe del 1941
Tallinn venne bombardata per la prima volta nel giugno del 1941 dalla Luftwaffe. Gli attacchi si intensificarono a partire da agosto, mentre i sovietici cercavano di evacuare i residenti della città, la Flotta del Baltico, le truppe dell'8ª Armata e le risorse necessarie per la produzione bellica. Le forze sovietiche persero il controllo dell'Estonia nell'estate del 1941 mentre i tedeschi cominciarono a occupare gradualmente il paese.

## Bombardamenti dell'Armata Rossa

### 1942-1943
Tallinn si ritrovò nuovamente bombardata in diverse occasioni durante maggio e settembre del 1942. Nel 1943 diverse missioni aree sovietiche vennero compiute dall'aeronautica dell'Armata Rossa, tra febbraio, marzo, maggio, agosto e settembre.

### 9 marzo 1944
L'attacco aereo più pesante subito dalla capitale estone avvenne il 9 marzo 1944 da parte dei sovietici.
Nella settimana precedente il sindaco di Tallinn diede l'ordine ai suoi abitanti di evacuare la città in vista della minaccia di un massiccio attacco sovietico. Tuttavia l'intento dell'attacco andò ben oltre le aspettative della popolazione locale e delle Forze armate del Nord. Una sequenza aerea consistente in 300 bombardieri sganciarono sulla città 3068 bombe, di cui 1725 di esse esplosive e 1300 incendiarie, che portarono al risultato di scatenare un enorme incendio, infliggendo pesanti danni.

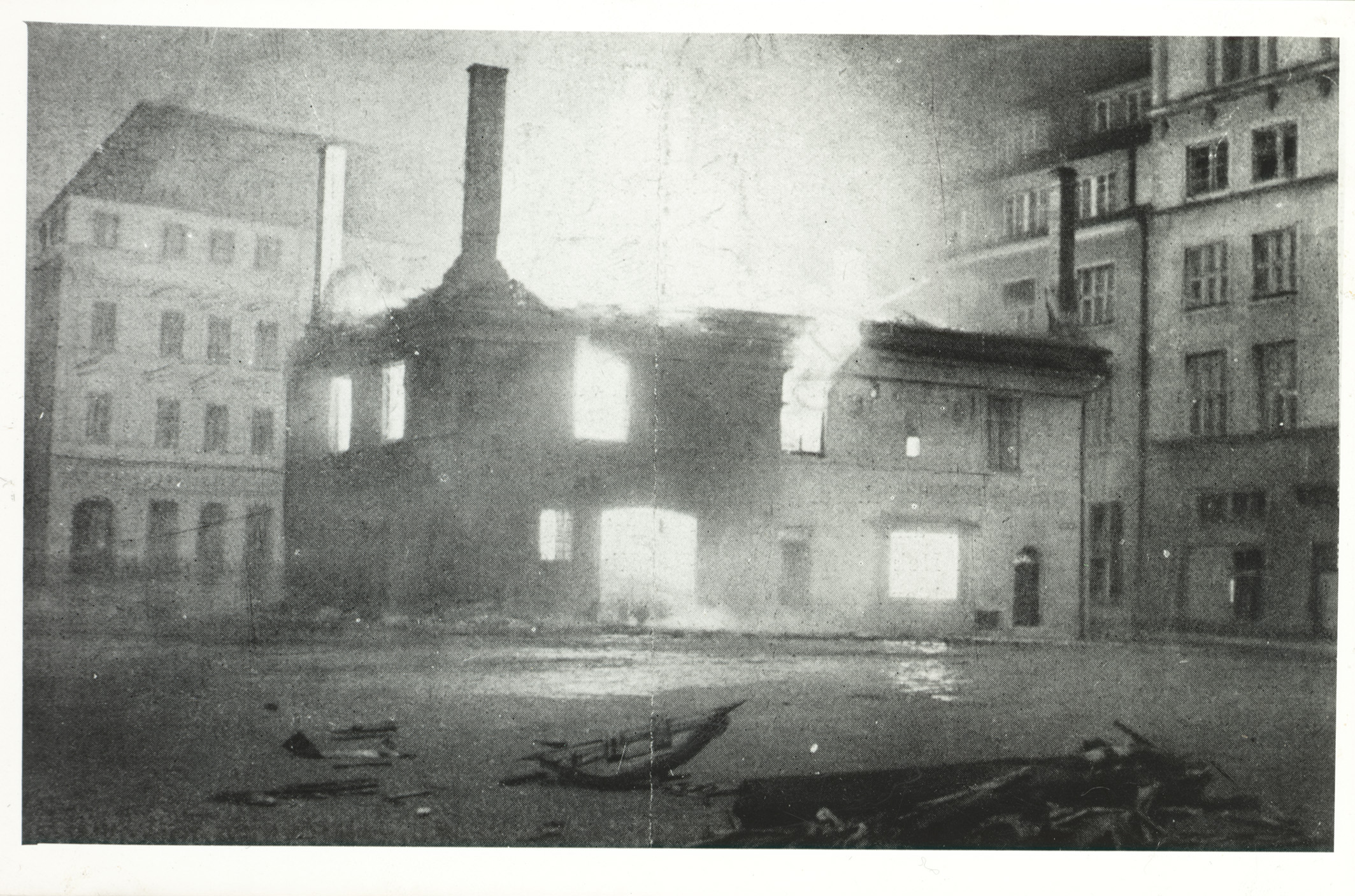
Un edificio in fiamme a Tallinn nella notte tra il 9 e 10 marzo 1944.

I pompieri estoni, armati solo di buona volontà, si ritrovarono presto senza acqua poiché in precedenza i sovietici erano riusciti a mettere fuori uso l'acquedotto cittadino in modo da intensificare i danni successivi all'attacco aereo. I danni alle strutture militari furono minori, con solo qualche installazione danneggiata e alcuni depositi di armi distrutti. La perdita militare più importante fu l'incendio di un deposito di carburante dove erano stati stoccati milioni di litri di carburante. Tra le industrie di una certa importanza militare fu distrutto lo stabilimento Luther e la fabbrica di cavi Urania-Werke. La maggior parte delle bombe colpirono gli obiettivi civili: furono distrutti il Teatro dell'Opera estone, la chiesa di San Nicola, la sinagoga ebraica della città, quattro cinema, e gli Archivi della città, con tutti i documenti storici della cultura anseatica e teutonica.
I caratteristici sobborghi in legno ed il centro storico medioevale subirono i maggiori danni: ufficialmente rimasero uccise 757 persone, di cui 586 civili, 50 militari e 121 prigionieri di guerra. 213 feriti riportarono danni permanenti, mentre 446 ebbero danni minori. Tra i feriti, 65 erano militari in servizio e 75 erano prigionieri di guerra. In seguito furono trovate molte più vittime, con una stima di oltre 800 morti. Più di 20.000 persone restarono senza tetto nel gelo primaverile, mentre le basi militari risultarono quasi illese.

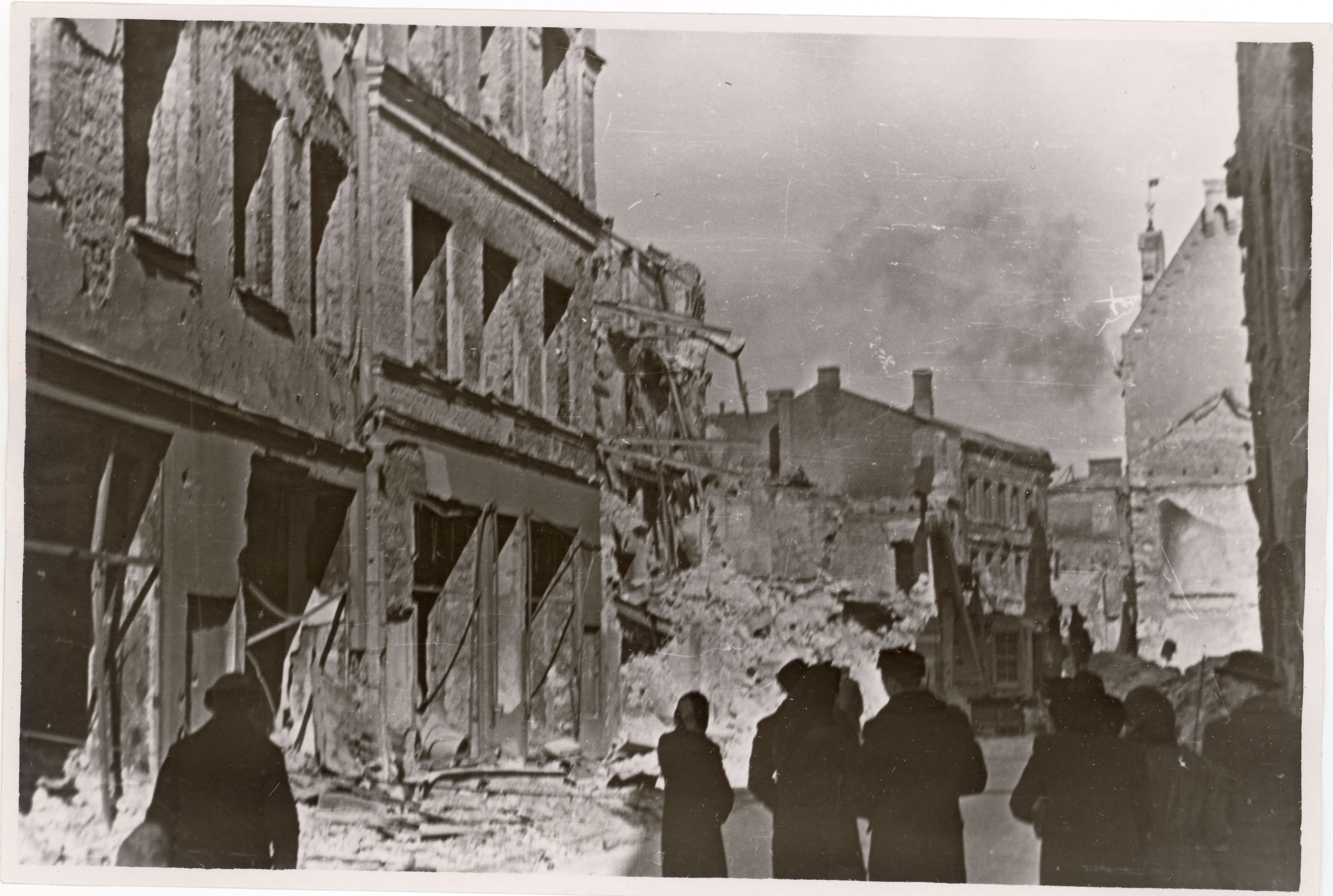
Harju tänav nella città vecchia di Tallinn dopo il bombardamento aereo sovietico del marzo 1944.

Dato l'elevato numero di civili coinvolti e il basso danno alle installazioni strategiche e militari venne stabilito che il bombardamento sovietico del 9 marzo fosse stato condotto con l'obiettivo di sfiancare il morale della popolazione estone, e di chi si opponesse all'occupazione militare sovietica. L'alto numero di vittime civili coinvolte aumentò l'ostilità della popolazione verso l'Armata Rossa. Il precedente 27 febbraio un raid sovietico aveva colpito un gruppo di bambini che giocavano nel cortile di una scuola nella contea di Luunja, uccidendone quattro e la data del loro funerale è divenuta un giorno della memoria, accompagnata dal poema Uus Herodes (Erode moderno) pubblicato da Henrik Visnapuu. Molti estoni, generalmente neutrali, sentirono l'urgenza di combattere contro la nuova massiccia avanzata sovietica. Uno slogan scritto in quei giorni sulle rovine del teatro, recitava:"Varemeist tõuseb kättemaks!" ("La vendetta risorgerà dalle rovine!"). Questo slogan divenne anche il titolo del giornale della 20. Waffen-Grenadier-Division der SS (estnische Nr. 1) forzatamente inquadrata in seno alle SS.
L'ultimo bombardamento dell'Armata Rossa cominciò la notte precedente al 22 settembre e segnò l'inizio della seconda occupazione sovietica che durerà fino al 1991.

## Memoriale
Le ultime rovine lungo Harju Street nella Città vecchia furono lasciate nello stato di distruzione come memoriale per le vittime del raid. Furono trasportate nel 2007 in un apposito parco.

## Nella cultura di massa
Nella cultura popolare la canzone Varemeist tõuseb kättemaks della rock band estone HPMA è stata composta in ricordo delle vittime del bombardamento di Tallinn del 9 marzo 1944.